# NGC 2010
NGC 2010 est un amas ouvert situé dans la constellation de la Table. Cet amas est situé dans le Grand Nuage de Magellan. Il a été découvert par l'astronome britannique John Herschel en 1836.
La nébuleuse planétaire SMP LMC 72 est un membre possible de cet amas.

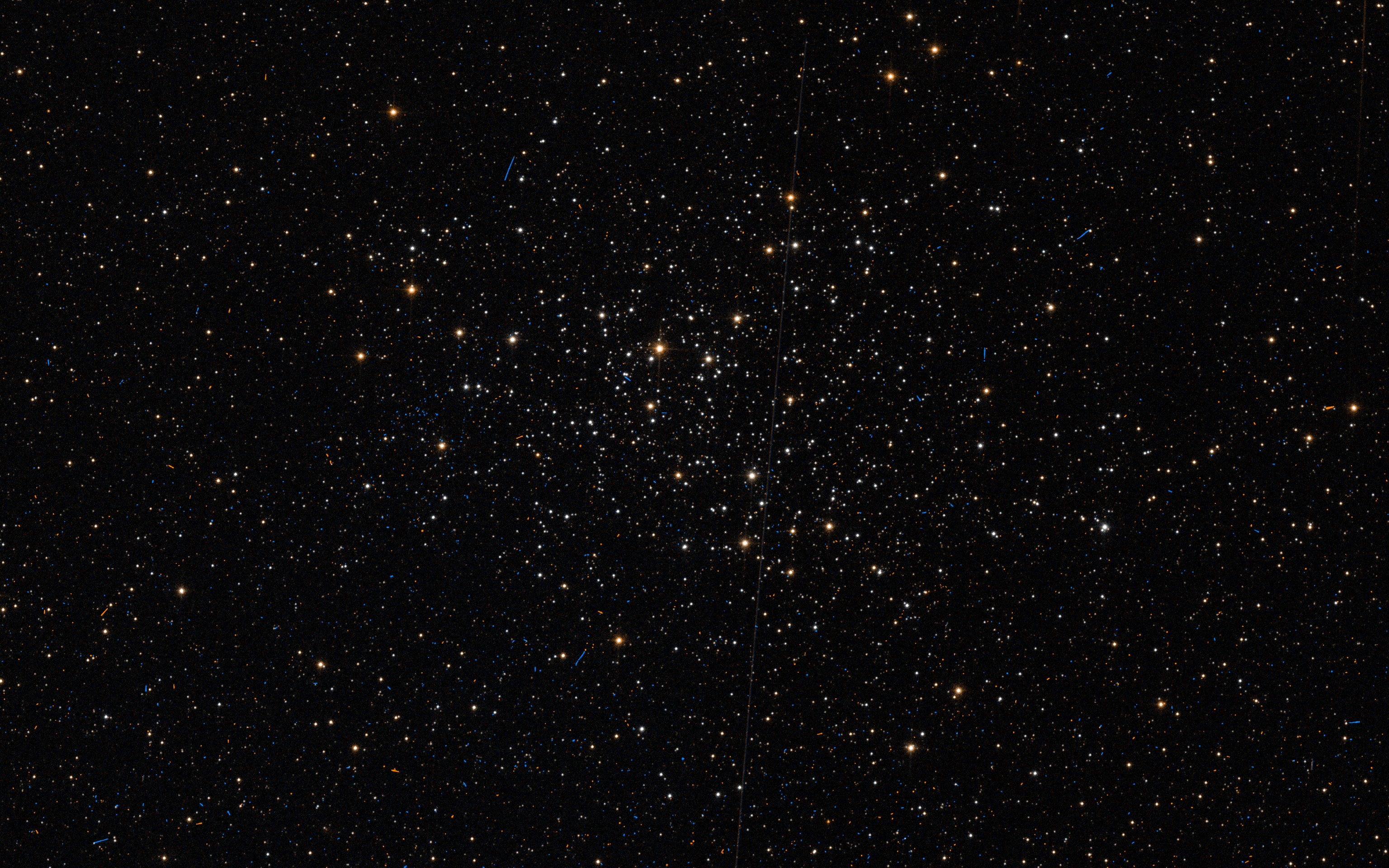
NGC 2010 par le télescope spatial Hubble.

À ce jour, une mesure non basée sur le décalage vers le rouge (redshift) donne une distance d'environ 0,044 Mpc (∼144 000 al).